# If I Ever Lose My Faith in You
If I Ever Lose My Faith in You è un singolo del cantautore britannico Sting, pubblicato nel febbraio 1993 come secondo estratto dal quarto album in studio Ten Summoner's Tales.
Il brano ha ottenuto un buon successo in diversi paesi, raggiungendo il 17º posto della Billboard Hot 100 negli Stati Uniti e il 14º posto della Official Singles Chart nel Regno Unito, mentre in Italia è arrivato fino alla prima posizione.
Nel 1994, la canzone ha fatto vincere a Sting un Grammy Award per la Miglior interpretazione vocale maschile, venendo allo stesso tempo nominata anche nelle categorie Registrazione dell'anno e Canzone dell'anno. La canzone è stata inoltre inclusa nella raccolta Fields of Gold: The Best of Sting 1984-1994 e nell'album live ...All This Time.

## Cover
Nel 2007 il trombettista dei Tower of Power, Greg Adams, ha realizzato una cover della canzone per il suo album da solista Cool to the Touch.
Nel 2009, un altro trombettista e amico di Sting, Chris Botti, ha inciso una cover della canzone, con lo stesso Sting come cantante, per l'album Chris Botti: Live in Boston.
Nel 2014, Lady Gaga ha eseguito la canzone durante l'annuale cerimonia dei Kennedy Center Honors davanti ad uno Sting visibilmente emozionato.
Nel 2020 il gruppo metal Disturbed ha pubblicato una cover del brano.

## Tracce
CD maxi
1. If I Ever Lose My Faith in You – 4:29
2. Message in a Bottle (Unplugged) – 5:20
3. Tea in the Sahara (Unplugged) – 4:25
4. Walking on the Moon (Unplugged) – 5:06

CD singolo 1
1. If I Ever Lose My Faith in You – 4:29
2. All This Time – 5:20
3. Mad About You – 4:24
4. Every Breath You Take – 5:06

CD singolo 2
1. If I Ever Lose My Faith in You – 4:33
2. Message in a Bottle – 5:47
3. Tea in the Sahara – 4:43
4. Walking on the Moon – 2:56

CD maxi - Picture disc USA A&M Records #31458-0111-2
1. If I Ever Lose My Faith in You – 4:29
2. Everybody Laughed But You – 3:51
3. January Stars – 3:50
4. We Work The Black Seam (versione alternativa) – 6:08

## Classifiche

### Classifiche settimanali
| Classifica (1993)                | Posizione massima |
| -------------------------------- | ----------------- |
| Australia                        | 41                |
| Belgio (Fiandre)                 | 19                |
| Canada                           | 4                 |
| Francia                          | 39                |
| Germania                         | 31                |
| Irlanda                          | 28                |
| Italia                           | 1                 |
| Norvegia                         | 7                 |
| Nuova Zelanda                    | 36                |
| Paesi Bassi                      | 30                |
| Regno Unito                      | 14                |
| Spagna                           | 9                 |
| Stati Uniti                      | 17                |
| Stati Uniti (mainstream rock)    | 5                 |
| Stati Uniti (adult contemporary) | 8                 |
| Stati Uniti (alternative)        | 4                 |
| Stati Uniti (pop)                | 4                 |
| Svezia                           | 34                |
| Svizzera                         | 16                |

### Classifiche di fine anno
| Classifica (1993) | Posizione |
| ----------------- | --------- |
| Canada            | 4         |
| Italia            | 19        |
| Stati Uniti       | 96        |

## Premi
Grammy Awards
1994 - Grammy Award alla miglior interpretazione vocale maschile